# Nomia lutea
Nomia lutea är en biart som beskrevs av Warncke 1976. Nomia lutea ingår i släktet Nomia och familjen vägbin. Inga underarter finns listade i Catalogue of Life.